# Орсе, Жан-Франсуа
Жан-Франсуа́ Орсе́ (фр. Jean-Francois Orset) — французский кёрлингист.
В составе мужской команды Франции участник чемпионата мира 1987 (заняли девятое место) и трёх чемпионатов Европы (лучший результат — пятое место в 1981). Чемпион Франции среди мужчин.
Играл в основном на позициях четвёртого и первого, неоднократно был скипом команды.

## Достижения
- Чемпионат Франции по кёрлингу среди мужчин: золото (1986)[3][4].

## Команды
| Сезон   | Четвёртый        | Третий        | Второй        | Первый           | Турниры                             |
| ------- | ---------------- | ------------- | ------------- | ---------------- | ----------------------------------- |
| 1977—78 | Андре Трон       | Жан-Луи Сибюэ | Gaby Ronchis  | Жан-Франсуа Орсе | ЧЕ 1977 (6 место)                   |
| 1981—82 | Андре Трон       | Морис Мерсье  | Yves Tronc    | Жан-Франсуа Орсе | ЧЕ 1981 (5 место)                   |
| 1986—87 | Жан-Франсуа Орсе | Клод Фейж     | Жан-Луи Сибюэ | Марк Сибюэ       | ЧЕ 1986 (8 место) ЧМ 1987 (9 место) |

(скипы выделены полужирным шрифтом)